# Velký
Velký (v anglickém originále Big) je americká filmová komedie z roku 1988. Režisérkou filmu byla Penny Marshall. Hlavní role ve filmu ztvárnili Tom Hanks, Elizabeth Perkins, Robert Loggia, John Heard a Jared Rushton.

## Děj
Dvanáctiletý Josh Baskin žije se svými rodiči a mladší sestrou Rachel v Cliffside Park v New Jersey. Na místním jarmarku se snaží zapůsobit na starší dívku Cynthii Benson, ale je ponížen, když mu není dovoleno nastoupit na horskou dráhu Super Loops kvůli jeho malé výšce. Zklamaný Josh narazí na starý automat s věštcem jménem Zoltar a vhodí do něj čtvrťák. Přestože si všimne, že automat není zapojen do elektřiny, vysloví přání být "velký". Automat vydá kartu s nápisem "Vaše přání bylo splněno".
Následující ráno se Josh probudí v těle třicetiletého muže. Když se pokusí vysvětlit situaci své matce, ta ho považuje za únosce svého syna a vyhrožuje mu kuchyňským nožem. Josh vyhledá svého nejlepšího přítele Billyho ve škole a přesvědčí ho o své identitě tím, že zazpívá tajnou písničku, kterou znají jen oni dva. S Billyho pomocí zjistí, že nalezení automatu Zoltar může trvat šest až osm týdnů. Josh si proto pronajme pokoj v levném hotelu v New Yorku a najde si práci jako administrativní pracovník ve společnosti MacMillan Toys.
Zlomový okamžik nastane, když Josh náhodou potká majitele firmy, pana MacMillana, v hračkářství FAO Schwarz. Společně si zahrají duet skladeb "Heart and Soul" a "Chopsticks" na obří podlahové piano. MacMillan je nadšený Joshovým dětským nadšením a znalostí hraček, a povýší ho na viceprezidenta pro vývoj produktů. Vyšší příjem Joshovi umožní pronajmout si větší byt, který si zařídí jako dětský pokoj.
V práci Josh zaujme pozornost ambiciózní kolegyně Susan Lawrence, bývalé přítelkyně Paula Davenporta. Mezi Joshem a Susan se rozvine romantický vztah. Josh se stále více zapojuje do dospělého života – tráví čas se Susan a jejími přáteli, jeho nápady jsou pro firmu cenné. Postupně však začíná zapomínat, jaké to je být dítětem, a kvůli nabitému rozvrhu tráví méně času s Billym.
Když má Josh představit návrhy na novou řadu hraček, cítí se zahlcen obchodní stránkou projektu. Susan mu nabídne, že se postará o obchodní aspekty, zatímco on se soustředí na kreativní nápady. Josh začíná pochybovat o svém dospělém životě a touží po návratu do dětství. Když se Susan svěří, že je ve skutečnosti dítě, ona to interpretuje jako strach ze závazku.
Billy mezitím vypátrá, že automat Zoltar je v Sea Point Parku. Josh opustí důležitou prezentaci a spěchá k automatu. Susan ho následuje a od Billyho zjistí, kam Josh zamířil. U automatu Josh vysloví přání vrátit se do dětského věku. Susan konečně pochopí pravdu o jeho situaci. Josh jí nabídne možnost také se stát mladší pomocí automatu, ale ona odmítne s tím, že jí stačilo být dítětem jednou. Po emotivním rozloučení Susan sleduje, jak se Josh proměňuje zpět v dítě, a odjíždí. Film končí radostným shledáním mladého Joshe s rodinou a scénou, kde Josh a Billy spolu kráčí po ulici za zvuků skladby "Heart and Soul".

## Obsazení
| Tom Hanks         | Joshua Baskin  |
| Elizabeth Perkins | Susan Lawrence |
| Robert Loggia     | MacMillan      |
| John Heard        | Paul Davenport |
| Jared Rushton     | Billy Kopecki  |
| David Moscow      | malý Josh      |
| Jon Lovitz        | Scotty Brennen |
| Mercedes Ruehl    | paní Baskin    |

## Ocenění
Tom Hanks získal za roli v tomto filmu Zlatý glóbus a byl nominován na Oscara. Film byl dále nominován na Oscara v kategorii nejlepší scénář a na Zlatý glóbus v kategorii nejlepší film – komedie/muzikál.